# Géographie du Timor oriental
Le Timor oriental comprend la moitié orientale montagneuse de l'île Timor, la région d’Ocussi-Ambeno sur la partie nord-ouest de l’île de Timor et les îles d’Atauro et de Jaco. Le pays est situé au nord-ouest de l’Australie, dans les Petites îles de la Sonde, à l’extrémité orientale de l’archipel indonésien. « Timor » est une dérivée portugaise de « Timor », le mot malais pour « Orient » ; l’île de Timor est la plus grande et la plus orientale des petites îles de la Sonde.

## Situation
Le Timor oriental se situe en Asie du Sud-Est, au sud-est de l'Indonésie et au nord-est de l'Australie.
Le pays occupe la partie orientale de l'île de Timor, dans l'archipel indonésien, dans l'est des petites îles de la Sonde. La région d'Oecussi-Ambeno (enclavée dans la partie occidentale de Timor) ainsi que les îles d'Atauro et de Jaco font partie intégrante du Timor oriental.
- Superficie totale : 15 007 km2
- Frontières : 228 km (avec l'Indonésie)
- Côtes : 706 km
- La zone économique exclusive est de 70 326 km2

La frontières avec l'Indonésie, et la frontière maritime avec l'Australie) ont longtemps fait l'objet de différends. La fixation définitive des frontières terrestres date de 2019.

## Relief
- Point le plus bas : mer de Timor (0 m)
- Point le plus élevé : Foho Tatamailau (2 963 m)

## Climat
Le climat local est tropical, généralement chaud et humide et caractérisé par une saison des pluies et une saison sèche prononcées.

## Risques naturels
Les inondations et glissements de terrain sont fréquents dans le pays. Tremblements de terre et tsunamis sont courants dans cet archipel volcanique. Les cyclones tropicaux associés à l'artificialisation des sols peuvent accentuer le risque d'inondation.

## Ressources naturelles
Ressources minérales et énergétiques : pétrole, marbre, or, gaz naturel, manganèse. Un gisement pétrolier offshore fait l'objet d'une exploitation conjointe avec l'Australie.